# فالکروم ویلس
فالکروم ویلس (انگلیسی: Fulcrum Wheels) شرکت دوچرخه‌سازی ایتالیایی است، که در سال ۲۰۰۴ تأسیس شد.